# Man on the Edge
Man on the Edge är en låt och en singel av det brittiska heavy metal bandet Iron Maiden släppt den 25 september 1995. Detta var den första singeln till albumet The X Factor och den första med  Blaze Bayley som sångare. Den släpptes i två delar: Part I och Part II, båda släppta samma datum. Låten är skriven av den nya sångaren Blaze Bayley och gitarristen Janick Gers.
Låten är baserad på en film som heter Falling Down från 1993 med bland andra Michael Douglas som handlar om en normal medelålders kontorsarbetare som går under p.g.a. stress. 
På Part I finns låtarna The Edge of Darkness, från samma album med, Judgement Day, som inte rymdes med på albumet och till sist en intervju med Blaze Bayley. Med fanns även fem vykort och en box som rymde fem stycken CD-skivor. Köpte man picture disc versionen av Man On The Edge, eller den japanska 2 CD versionen så fick man även med låten I Live My Way.
På Part II finns låtarna Man On The Edge, The Edge of Darkness och en annan tredje låt med, Justice of the Peace. Med finns även en andra del av intervjun med Blaze Bayley.

## Låtlista Part I
1. Man on the Edge (Bayley, Gers)
2. The Edge of Darkness (Harris, Bayley, Gers)
3. Judgement Day (Bayley, Gers)
4. Blaze Bayley Interview, Part I (Wilfort, Bayley)
5. I Live My Way (Haris, Bayley, Gers)

## Låtlista Part II
1. Man on the Edge (Bayley, Gers)
2. The Edge of Darkness (Harris, Bayley, Gers)
3. Justice of the Peace (Murray, Harris)
4. Blaze Bayley Interview, Part II (Wilfort, Bayley)

## Medlemmar
- Steve Harris - bas
- Blaze Bayley - sång
- Janick Gers - gitarr
- Nicko McBrain - trummor
- Dave Murray - gitarr